# Arche d'Aloba

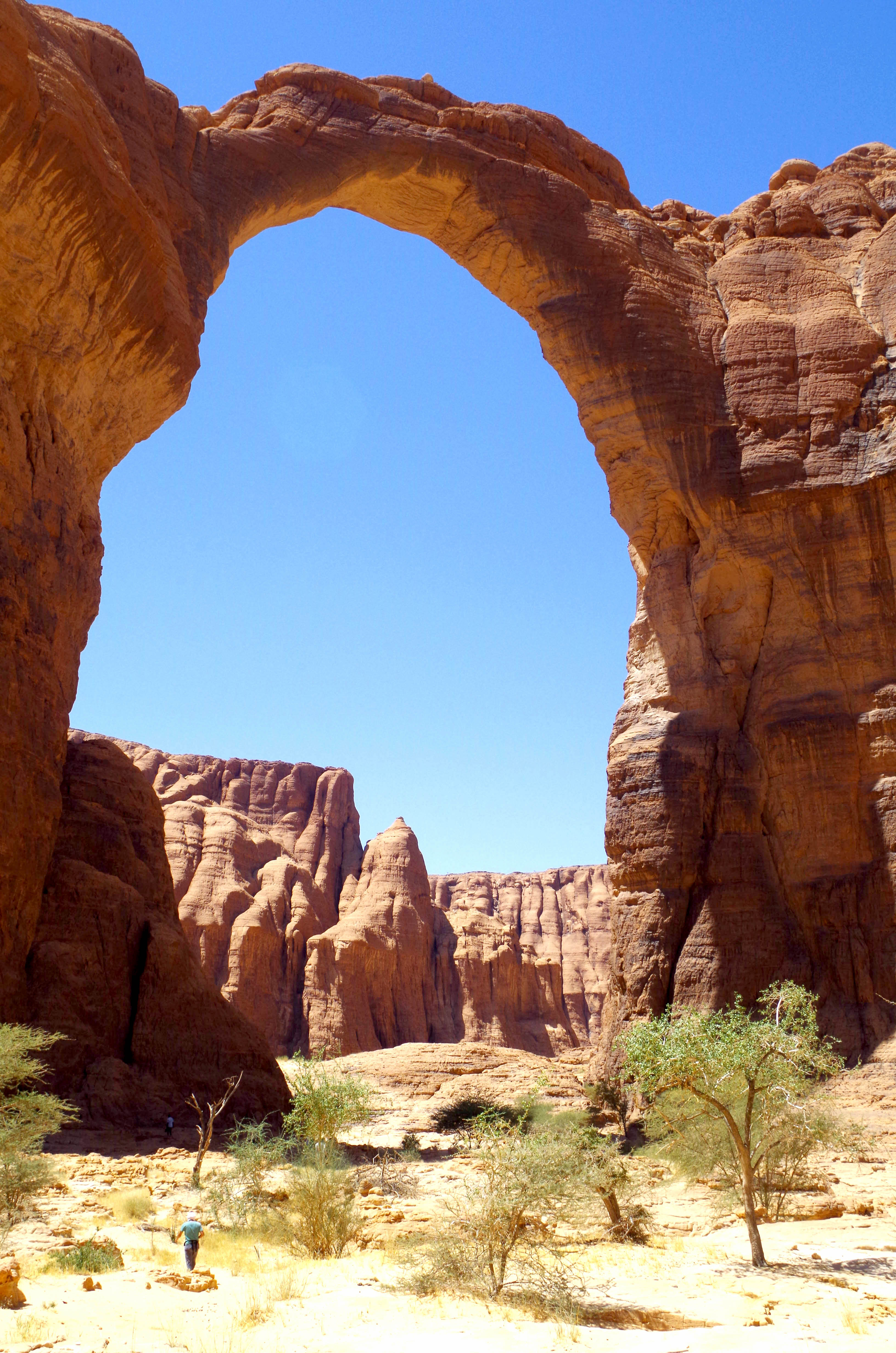
L'Arche d'Aloba, au Tchad

L'arche d'Aloba est une arche naturelle située au Tchad dans le plateau de l'Ennedi. La longueur de l'arche est considérée comme la huitième plus longue voûte naturelle connue et la plus longue en dehors de la Chine et de l'Utah. Avec une hauteur estimé à 120 mètres, elle dépasse le célèbre Rainbow Bride et est l’une des plus hautes arches connues au monde.